# Fórmula de Leibniz
A fórmula de Leibniz, em referência a Gottfried Wilhelm Leibniz, é uma fórmula usada para encontrar a derivada de uma integral da forma:{\displaystyle \int _{a(x)}^{b(x)}f(x,t)\ dt,}em que {\displaystyle a(x)}, {\displaystyle b(x)} e {\displaystyle f(x,t)} são funções dependentes de {\displaystyle x}. Adicionalmente, {\displaystyle a(x)} e {\displaystyle b(x)} devem ser funções deriváveis em {\displaystyle x} com derivadas contínuas, enquanto {\displaystyle f(x,t)} e sua derivada parcial em relação a {\displaystyle x} também devem ser funções contínuas em {\displaystyle x} e {\displaystyle t}.
Nessas condições a fórmula é expressa como:{\displaystyle {d \over dx}\left(\int _{a(x)}^{b(x)}f(x,t)\ dt\right)=f(x,b(x))\cdot {d \over dx}b(x)-f(x,a(x))\cdot {d \over dx}a(x)+\int _{a(x)}^{b(x)}{\partial  \over \partial x}f(x,t)\ dt}em que na última integral faz-se uso de uma derivada parcial em {\textstyle f(x,t)} com respeito a {\textstyle x}.
Escrevendo o lado direito da fórmula na notação de Lagrange tem-se:{\displaystyle {d \over dx}\left(\int _{a(x)}^{b(x)}f(x,t)\ dt\right)=f(x,b(x))\cdot b'(x)-f(x,a(x))\cdot a'(x)+\int _{a(x)}^{b(x)}f_{x}(x,t)\ dt.}No caso especial em que {\displaystyle a(x)} e {\displaystyle b(x)} são funções constantes (não dependem de {\displaystyle x}), {\textstyle a(x)=a} e {\textstyle b(x)=b}, obtemos a relação:{\displaystyle {d \over dx}\left(\int _{a}^{b}f(x,t)\ dt\right)=\int _{a}^{b}{\partial  \over \partial x}f(x,t)\ dt.}Outro caso especial é dado quando {\textstyle a(x)=a} e {\textstyle b(x)=x}, sendo útil na demonstração da fórmula de Cauchy para integrações repetidas utilizando o princípio de indução finita:{\displaystyle {d \over dx}\left(\int _{a}^{x}f(x,t)dt\right)=f(x,x)+\int _{a}^{x}{\partial  \over \partial x}f(x,t)dt.}

## Exemplos

### Exemplo 1
Para computar a integral de Dirichlet
{\displaystyle \int _{0}^{\infty }{\frac {sen\ x}{x}}dx={\frac {\pi }{2}}} , considere a seguinte função
{\displaystyle f(y)=\int _{0}^{\infty }{\frac {sen\ x}{x}}\ e^{-xy}dx}
tal que, {\displaystyle f(0)} é o valor procurado e sabe-se que {\displaystyle \lim _{y\to \infty }f(y)=0.}
{\displaystyle f'(y)=-\int _{0}^{\infty }sen\ x\ e^{-xy}dx}
integrando por partes duas vezes
{\displaystyle \int sen\ x\ e^{-xy}dx={\frac {-e^{-xy}(cos\ x+y\ sen\ x)}{1+y^{2}}}}
portanto
{\displaystyle f'(y)=-{\frac {1}{1+y^{2}}}}
integrando de 0 a infinito de ambos os lados
{\displaystyle \lim _{y\to \infty }f(y)-f(0)=-{\frac {\pi }{2}}}
{\displaystyle f(0)={\frac {\pi }{2}}}

### Exemplo 2
Para computar a Integral Gaussiana {\displaystyle \int _{-\infty }^{\infty }e^{-x^{2}}dx={\sqrt {\pi }}} , reescreve a integral 
{\displaystyle \int _{-\infty }^{\infty }e^{-x^{2}}dx=\int _{0}^{\infty }e^{-x^{2}}dx+\int _{-\infty }^{0}e^{-x^{2}}dx}.
Sabendo que, se {\displaystyle f} for uma função par (prova no final),
{\displaystyle \int _{0}^{a}f=\int _{-a}^{0}f}
e como {\displaystyle e^{-x^{2}}} é par, a integral Gaussina pode ser escrita como
{\displaystyle \int _{-\infty }^{\infty }e^{-x^{2}}dx=2\int _{0}^{\infty }e^{-x^{2}}dx}.
Faça a seguinte notação{\displaystyle \int _{0}^{\infty }e^{-x^{2}}dx=I}. Considere a seguinte função
{\displaystyle f(x)=\int _{0}^{\infty }{\frac {e^{-x^{2}(1+y^{2})}}{1+y^{2}}}dy}
{\displaystyle f'(x)=-2xe^{-x^{2}}\int _{0}^{\infty }e^{-(xy)^{2}}dy}
fazendo {\displaystyle xy=u}
{\displaystyle f'(x)=-2e^{-x^{2}}\int _{0}^{\infty }e^{-(u)^{2}}du=-2e^{-x^{2}}I}
integrando de 0 a infito de ambos os lados
{\displaystyle \lim _{x\to \infty }f(x)-f(0)=-2I\int _{0}^{\infty }e^{-x^{2}}dx}
{\displaystyle -{\frac {\pi }{2}}=-2I^{2}}
{\displaystyle 2I={\sqrt {\pi }}.}
Antes de provar que, para uma {\displaystyle f} par,  {\displaystyle \int _{0}^{a}f=\int _{-a}^{0}f.} Considere a afirmação:  
Se {\displaystyle f} for par, então {\displaystyle g} é ímpar, tal que {\displaystyle \int f=g}. Prova:
Defina {\displaystyle F(x)=\int _{0}^{x}f(t)dt}.
{\displaystyle F(x)=\int _{0}^{x}f(t)dt=\int _{0}^{x}f(-t)dt}
fazendo {\displaystyle u=-t}
{\displaystyle F(x)=\int _{0}^{-x}f(u)du=F(-x).}